# ستيوارت فان دوتن
ستيوارت إدواردو غيرولد فان دوتن (وُلد في 24 ديسمبر 1989) هو لاعب كرة قدم هولندي سابق، شغل مركز الظهير الأيسر.

## المسيرة
لعب فان دوتن مع الفريق الاحتياطي لنادي دوردريخت في موسم 2008–2009، ثم تنقّل بين عدة أندية الهواة بهولندا قبل أن ينتقل إلى مالطا ليلعب مع نادي بيركيركارا. بعد ذلك، مر بفترة مليئة بالإصابات في بلغاريا مع نادي إيتار 1924، ثم انضم إلى نادي جامعة كلوج الروماني. وبعد خمس جولات فقط، استغنى عنه النادي وانتقل إلى كندا للعب مع نادي ثاندر باي تشيل.
بعد فوزه بجائزة أفضل مدافع في كندا لعام 2014، انضم فان دوتن إلى نادي كيه إف سي ويتخور البلجيكي في يناير 2015، لكنه غادر الفريق بعد أسبوعين فقط دون أن يخوض أي مباراة. وفي 28 يناير من العام نفسه، انتقل إلى الكويت ووقّع عقدًا مع نادي الساحل، إلا أن الاتحاد الدولي لكرة القدم أوقف إجراءات الانتقال بسبب أخطاء في الوثائق من الجانب البلجيكي، وكان من المفترض أن يصبح مؤهلًا للمشاركة رسميًا ابتداءً من 1 نوفمبر 2015.
وفي 28 أكتوبر 2016، تلقى دعوة لإجراء تجربة قصيرة واختبار طبي مع نادي تورونتو إف سي، لكنه تعرّض لإصابة خلال الحصة التدريبية الثانية، مما اضطره للعودة إلى هولندا.

## الحياة الشخصية
فان دوتن هو ابن عم المهاجم السابق في نادي هيرنفين، لوتشيانو سلاجفير.

## روابط خارجية
- فوضى عمان لبلغاري: هيت فيرهال فان فويتبولر ستيوارت فان دوتن - VICE Sports (بالهولندية)
- ستيوارت فان دوتن  على سكروي
- ستيوارت فان دوتن في موقع كرة القدم العالمية.نت